# Nicole Bradtke
Nicole Bradtke, geboren Nicole Anne Louise Provis (Melbourne, 22 september 1969) is een voormalig professioneel tennisspeelster uit Australië.

## Tennisloopbaan
Bradtke won drie WTA-toernooien in het enkelspel en negen in het dubbelspel. Zij bereikte de halve finale op Roland Garros 1988, en won een bronzen medaille in het dubbelspel op de Olympische spelen van 1992, samen met Rachel McQuillan. In het gemengd dubbelspel bereikte zij vier grandslamfinales waarvan zij er twee won, samen met Mark Woodforde, in 1992. Bradtkes hoogste ranking was 24e in het enkelspel en elfde in het dubbelspel.
De grootste zegepraal van haar carrière was een overwinning op de toenmalige nummer één van de wereld Steffi Graf in de eerste ronde van de Fed Cup (Australië tegen Duitsland) op 20 juli 1993, een wedstrijd die werd gespeeld op het gravel van Frankfurt.
In de periode 1988–1996 maakte Bradtke deel uit van het Australische Fed Cup-team – zij behaalde daar een winst/verlies-balans van 18–9. In 1993 bereikte zij de finale van de Wereldgroep, door achtereenvolgende overwinningen op Duitsland, Denemarken, Finland en Argentinië – in de finale verloren zij van de Spaanse dames.
Viermaal vertegenwoordigde zij haar land op de Hopman Cup: in 1993 en 1994 met Wally Masur en in 1996 en 1997 met Mark Philippoussis. In 1994 bereikte zij de halve finale.
Bradtke stopte met professioneel tennis na het Australian Open van 1997, in verband met een schouderblessure. Zij bleef echter actief op tennisgebied. Zo was zij in 2004 manager van het olympisch team van Australië (waarbij zij Alicia Molik naar een bronzen medaille leidde) en zij is coach van het Australische Fed Cup-team. In het verlengde van haar grandslamtitels met een van de twee "Woodies" (Mark Woodforde) is zij nu met de andere (Todd Woodbridge) geregeld op pad voor het promoten van tennis. Woodbridge werd in 1995 haar zwager door zijn huwelijk met Nicoles zuster Natasha Provis. Op het Australian Open 2004 was zij finaliste in het gemengddubbelspel legends' event, samen met John Alexander.

## Privé
Nicole Provis trouwde op 27 februari 1994 met Mark Robert Bradtke, een Australisch basketbalkampioen. Zij hebben twee zonen: Austin (2000) en Jensen (2004). Zij runnen een overdekt sportcentrum in Melbourne.

## Posities op deWTA-ranglijst
Positie per einde seizoen:
| jaar | ranking enkelspel | ranking dubbelspel |
| ---- | ----------------- | ------------------ |
| 1985 | 147               | –                  |
| 1986 | 123               | 164                |
| 1987 | 78                | 95                 |
| 1988 | 34                | 41                 |
| 1989 | 61                | 26                 |
| 1990 | 49                | 26                 |
| 1991 | 45                | 18                 |
| 1992 | 47                | 28                 |
| 1993 | 26                | 73                 |
| 1994 | 190               | 66                 |
| 1995 | 37                | 42                 |
| 1996 | 94                | 47                 |

## Palmares
| Legenda                |
| ---------------------- |
| Grandslamtoernooi      |
| Olympische Spelen      |
| Year-End Championships |
| Tier I                 |
| Tier II                |
| Tier III               |
| Tier IV & V            |

### Overwinningen op een regerend nummer 1
Bradtke heeft eenmaal een partij tegen een op dat ogenblik heersend leider van de wereldranglijst gewonnen:
| nr. | datum      | toernooi | ronde                    | tegenstandster | score         |         |
| --- | ---------- | -------- | ------------------------ | -------------- | ------------- | ------- |
| 1.  | 1993-07-20 | Fed Cup  | Wereldgroep eerste ronde | Steffi Graf    | 6-4, 1-6, 6-1 | details |

### WTA-finaleplaatsen enkelspel
| nr.              | finale     | toernooi         | ondergrond    | tegenstandster          | score         |         |
| ---------------- | ---------- | ---------------- | ------------- | ----------------------- | ------------- | ------- |
| gewonnen finales |            |                  |               |                         |               |         |
| 1.               | 1992-01-05 | WTA Brisbane     | hardcourt     | Rachel McQuillan        | 6-3, 6-2      | details |
| 2.               | 1993-04-25 | WTA Kuala Lumpur | hardcourt (i) | Ann Grossman            | 6-3, 6-2      | details |
| 3.               | 1995-02-05 | WTA Auckland     | hardcourt     | Ginger Helgeson-Nielsen | 3-6, 6-2, 6-1 | details |
| verloren finales |            |                  |               |                         |               |         |
| 1.               | 1993-05-23 | WTA Luzern       | gravel        | Lindsay Davenport       | 1-6, 6-4, 2-6 | details |

### WTA-finaleplaatsen vrouwendubbelspel
| nr.              | finale     | toernooi        | ondergrond    | partner          | tegenstandsters                                | score         |         |
| ---------------- | ---------- | --------------- | ------------- | ---------------- | ---------------------------------------------- | ------------- | ------- |
| gewonnen finales |            |                 |               |                  |                                                |               |         |
| 1.               | 1988-05-22 | WTA Straatsburg | gravel        | Manon Bollegraf  | Jenny Byrne Janine Thompson                    | 7-5, 6-7, 6-3 | details |
| 2.               | 1989-08-20 | WTA Albuquerque | hardcourt     | Elna Reinach     | Raffaella Reggi Arantxa Sánchez Vicario        | 4-6, 6-4, 6-2 | details |
| 3.               | 1990-05-20 | WTA Berlijn     | gravel        | Elna Reinach     | Hana Mandlíková Jana Novotná                   | 6-2, 6-1      | details |
| 4.               | 1990-05-27 | WTA Straatsburg | gravel        | Elna Reinach     | Kathy Jordan Elizabeth Smylie                  | 6-1, 6-4      | details |
| 5.               | 1991-05-26 | WTA Genève      | gravel        | Elizabeth Smylie | Cathy Caverzasio Manuela Maleeva               | 6-1, 6-2      | details |
| 6.               | 1991-06-16 | WTA Birmingham  | gras          | Elizabeth Smylie | Sandy Collins Elna Reinach                     | 6-3, 6-4      | details |
| 7.               | 1992-02-23 | WTA Oklahoma    | hardcourt (i) | Lori McNeil      | Katrina Adams Manon Bollegraf                  | 3-6, 6-4, 7-6 | details |
| 8.               | 1993-01-16 | WTA Melbourne   | hardcourt     | Nathalie Tauziat | Cammy MacGregor Shaun Stafford                 | 1-6, 6-3, 6-3 | details |
| 9.               | 1996-05-25 | WTA Straatsburg | gravel        | Yayuk Basuki     | Marianne Werdel-Witmeyer Tami Whitlinger-Jones | 5-7, 6-4, 6-4 | details |
| verloren finales |            |                 |               |                  |                                                |               |         |
| 1.               | 1991-05-12 | WTA Rome        | gravel        | Elna Reinach     | Jennifer Capriati Monica Seles                 | 5-7, 2-6      | details |
| 2.               | 1991-05-19 | WTA Berlijn     | gravel        | Elna Reinach     | Larisa Neiland Natallja Zverava                | 3-6, 3-6      | details |
| 3.               | 1992-01-05 | WTA Brisbane    | hardcourt     | Manon Bollegraf  | Jana Novotná Larisa Neiland                    | 4-6, 3-6      | details |
| 4.               | 1995-06-18 | WTA Birmingham  | gras          | Kristine Radford | Manon Bollegraf Rennae Stubbs                  | 6-3, 4-6, 4-6 | details |

## Resultaten grandslamtoernooien
| Legenda | Legenda                          |
| ------- | -------------------------------- |
| g.t.    | geen toernooi gehouden           |
| l.c.    | lagere categorie                 |
| –       | niet deelgenomen                 |
| G       | uitgeschakeld in de groepsfase   |
| 1R      | uitgeschakeld in de eerste ronde |
| 2R      | uitgeschakeld in de tweede ronde |
| 3R      | uitgeschakeld in de derde ronde  |
| 4R      | uitgeschakeld in de vierde ronde |
| KF      | uitgeschakeld in de kwartfinale  |
| HF      | uitgeschakeld in de halve finale |
| F       | de finale verloren               |
| W       | het toernooi gewonnen            |
| w-v     | winst/verlies-balans             |

### Enkelspel
| Toernooi        | 1985 |    | 1987 | 1988 | 1989 | 1990 | 1991 | 1992 | 1993 | 1994 | 1995 | 1996 | 1997  | w-v |
| --------------- | ---- | -- | ---- | ---- | ---- | ---- | ---- | ---- | ---- | ---- | ---- | ---- | ----- | --- |
| Australian Open | 3R   | 2R | 3R   | 4R   | 2R   | 3R   | 1R   | 4R   | 2R   | 2R   | 1R   | 2R   | 16-12 |     |
| Roland Garros   | –    | 2R | HF   | 3R   | 4R   | 2R   | 1R   | 1R   | 1R   | 1R   | 2R   | –    | 13-10 |     |
| Wimbledon       | –    | 1R | 1R   | 3R   | 2R   | 2R   | 3R   | 2R   | –    | 4R   | 1R   | –    | 10-9  |     |
| US Open         | –    | 3R | 1R   | 1R   | 1R   | 1R   | 2R   | 1R   | 2R   | 1R   | 1R   | –    | 4-10  |     |

### Vrouwendubbelspel
| Toernooi        | 1986 | 1987 | 1988 | 1989 | 1990 | 1991 | 1992 | 1993 | 1994 | 1995 | 1996 | 1997 | w-v   |
| --------------- | ---- | ---- | ---- | ---- | ---- | ---- | ---- | ---- | ---- | ---- | ---- | ---- | ----- |
| Australian Open | g.t. | –    | 1R   | 2R   | 1R   | 1R   | 3R   | 1R   | 2R   | 1R   | 3R   | 2R   | 7-10  |
| Roland Garros   | –    | 1R   | HF   | 3R   | HF   | 2R   | KF   | 1R   | KF   | 2R   | 1R   | –    | 18-10 |
| Wimbledon       | 1R   | 2R   | 3R   | HF   | 3R   | 3R   | 1R   | –    | –    | 2R   | 3R   | –    | 14-9  |
| US Open         | –    | 2R   | 1R   | HF   | KF   | 2R   | 1R   | 2R   | KF   | 3R   | 2R   | –    | 16-10 |

### Gemengd dubbelspel
| Toernooi        | 1987 | 1988 | 1989 | 1990 | 1991 | 1992 | 1993 | 1994 | 1995 | 1996 | 1997 | w-v   |
| --------------- | ---- | ---- | ---- | ---- | ---- | ---- | ---- | ---- | ---- | ---- | ---- | ----- |
| Australian Open | 1R   | 2R   | 2R   | KF   | 2R   | W    | 2R   | 1R   | 2R   | 1R   | KF   | 14-10 |
| Roland Garros   | 2R   | 3R   | KF   | F    | –    | HF   | –    | –    | –    | KF   | –    | 14-6  |
| Wimbledon       | F    | KF   | KF   | 3R   | 3R   | 3R   | 1R   | –    | 3R   | 3R   | –    | 21-8  |
| US Open         | –    | –    | 1R   | 1R   | KF   | W    | –    | –    | –    | –    | –    | 7-3   |